# Kees Kist
Cornelis Kist, dit Kees Kist, né le 7 août 1952 à Steenwijk, est un footballeur néerlandais. Cet avant-centre remporte le Soulier d'or européen en 1979.

## Clubs

### Joueur
- 1970-1972 :  Sc Heerenveen
- 1972-1982 :  AZ Alkmaar
- 1982-1983 :  Paris Saint-Germain
- 1983-1984 :  FC Mulhouse
- 1984- janv. 1986 :  AZ Alkmaar
- janv. 1986-1987 :  Sc Heerenveen

### Entraîneur
- Hoek
- WFV
- 1994-01 :  Wolvega
- 2001-03 :  Steenwijk
- 2003-04 :  Hoogeveen

## Palmarès

### Équipe des Pays-Bas
- 21 sélections et 4 buts avec l'équipe des Pays-Bas
- Troisième du Championnat d'Europe 1976

### AZ Alkmaar
- Finaliste de la Coupe UEFA en 1981
- Champion des Pays-Bas en 1981
- Vice-Champion des Pays-Bas en 1980
- Vainqueur de la Coupe des Pays-Bas en 1978, 1981 et 1982

### PSG
- Vainqueur de la Coupe de France en 1983

## Distinctions personnelles
- Soulier d'or européen en 1979 avec 34 buts
- Élu meilleur joueur du championnat des Pays-Bas en 1978
- Meilleur buteur du championnat des Pays-Bas en 1979 et 1980 (avec respectivement 34 et 27 buts)
- Meilleur buteur de la Coupe de France en 1983  avec le PSG (5 buts)
- 4e meilleur buteur de tous les temps du championnat des Pays-Bas avec 212 buts

### Biographie
: document utilisé comme source pour la rédaction de cet article.
- Marc Barreaud, Dictionnaire des footballeurs étrangers du championnat professionnel français (1932-1997), L'Harmattan, 1997.